# DN61
De DN61 (Drum Național 61 of Nationale weg 61) is een weg in Roemenië. Hij loopt van Ghimpați via Crevedia Mare naar Găești. De weg is 79 kilometer lang.